# Consoante soante
Na fonética e na fonologia, uma consoante soante, ou simplesmente soante, é um som  produzido com um fluxo de ar contínuo e não-turbulento no trato bucal. As soantes são em sua maioria sonoras nas línguas do mundo. Todas as vogais são soantes, assim como algumas consoantes como /m/ em má e /l/ em lá. Na escala de sonoridade, todos os sons mais altos que as fricativas são soantes e portanto, podem formar o núcleo de uma sílaba em algumas línguas que distinguem níveis de sonoridade.
A palavra ressoante é usada às vezes para chamar estes sons não-turbulentos. Neste caso, a palavra soante pode ser restrita a ressoantes não-vocoides, ou seja, todas as consoantes menos as vogais e semivogais. Entretanto, o termo está em desuso entre os foneticistas.
As soantes contrastam com as consoantes obstruentes, que param ou causam turbulência no fluxo de ar e incluem fricativas e oclusivas. Entre as consoantes pronunciadas com a parte posterior da boca ou na garganta (uvulares, faringais e glotais), a distinção entre uma aproximante e uma fricativa sonora é tão tênue que nenhuma língua conhecida as contrasta.

## Classificação das Soantes
Além das vogais, os seguintes fones são classificados como soantes. São eles:
- as consoantes aproximantes, que aproximam os articuladores, mas não o suficiente para produzir uma turbulência no fluxo de ar;
- as consoantes vibrantes, que se produzem através de uma contração muscular, jogando um articulador contra o outro, produzindo uma vibração;
- as consoantes nasais, que se produzem através de uma oclusão na boca enquanto o ar escapa pelo nariz.

## Soantes nos idiomas
Já que as vogais são soantes, todas as línguas do mundo as possuem. As consoantes soantes são normalmente sonoras, embora alguns idiomas tenham soantes surdas fonêmicas, como o galês. Algumas línguas também admitem soantes como núcleo de sílabas, chamadas soantes silábicas. Um inventário comum de consoantes soantes entre as línguas são duas nasais /m/ /n/, duas semivogais /w/ /j/ e duas líquidas /l/ /r/. O inglês, por exemplo, tem 7 consoantes soantes que formam fonemas: /l/, /m/, /n/, /ŋ/, /ɹ/, /w/, /j/. O português possui as seguintes soantes fonêmicas: três nasais /m/, /n/, /ɲ/, duas semivogais /w/, /j/ e quatro líquidas /l/, /ɾ/, /ʎ/, /ʀ~ʁ/, esta última tendo muitos alofones. Enquanto as consoantes obstruentes portuguesas podem ser surdas ou sonoras, as soantes do português são todas sonoras.

## Soantes surdas

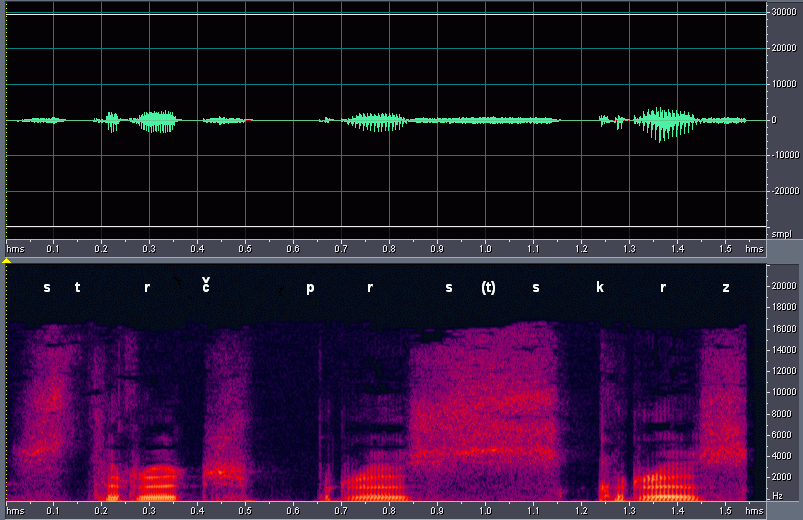
Espectrograma da oração do idioma tcheco Strč prst skrz krk que significa 'Enfia o dedo na gargante'. No espectrograma se percebe claramente que as consoantes soantes que a compõem são tão brilhantes quanto vogais.

Enquanto a maioria das obstruentes é surda, a grande maioria das soantes é sonora. É certamente possível produzir soantes surdas, mas são fonêmicas apenas em aproximadamente 5% das línguas do mundo, ocorrendo quase exclusivamente em idiomas em volta do Oceano Pacífico, como na Oceania, na Ásia Oriental, e nas Américas; pertencem a um grande número de famílias linguísticas, entre elas a austronésia, sino-tibetana, na-dene e esquimó-aleúte. Um exemplo de uma língua com soantes surdas de uma parte diferente do mundo é o galês, que contém uma vibrante surda fonêmica  /r̥/, além das nasais surdas /m̥ n̥ ŋ̊/. Em todos os casos em que uma soante surda ocorre, há sempre um contraste com a sua equivalente sonora, ou seja, sempre que uma língua tiver um fonema soante surdo, como /r̥/, também possuirá a sua versão sonora, /r/ neste caso.
Soantes surdas tendem a ser extremamente silenciosas e muito difíceis de se reconhecer até mesmo para falantes cuja língua as contém, portanto, tais consoantes têm uma forte tendência a serem sonorizadas ou sofrer fortição, por exemplo, se transformarem em fricativas como /ç/ ou /ɬ/.

## Soantes silábicas
Como as consoantes soantes estão próximas das vogais na escala de sonoridade, podem formar o núcleo da sílaba no lugar de uma vogal em algumas línguas. A língua inglesa permite três soantes nesta posição: a lateral /l/ e as nasais /m/ e /n/, como nas palavras even [ˈiːvn̩] 'mesmo', awful [ˈɔːfl̩] 'horrível' e rhythm [ˈɹɪðm̩] 'ritmo'.
Outro exemplo seriam as línguas tcheca e eslovaca que possuem duas soantes silábicas: r [r] e l [l], como na frase "Strč prstn skrz krk" na imagem ao lado. Além disso, o eslovaco também tem versões longas destas consoantes (ŕ e ĺ), como nas palavras kĺb 'junta', vŕba 'salgueiro' e škvŕn 'lugares'. Já o tcheco também possui m̩ e n̩, como em sedm [sedm̩] 'sete'.